# Aeroportul Municipal Oneonta
Aeroportul Municipal Oneonta (IATA: ONH, FAA LID: N66) este un aeroport din New York, Statele Unite ale Americii ce deservește zona Oneonta⁠(d). Aeroportul a fost tranzitat în 2019 de 4 pasageri. A fost numit după zona deservită.
Situat la o altitudine de 537 m, aeroportul dispune de 1 pistă.

## Infrastructură

### Piste
Aeroportul dispune de o singură pistă. Pista 6/24 are suprafața de asfalt și dimensiunile 4.200 picioare × 75 picioare. 